# Konsum w Katowicach-Murckach
Konsum w Katowicach-Murckach – zabytkowy budynek dawnego konsumu, a obecnie budynek mieszkalny, położony przy placu Jana Kasprowicza 4 w Katowicach, na terenie dzielnicy Murcki. Powstał on w 1906 roku wraz z zespołem osiedla patronackiego pochodzącego z początku XX wieku. Pierwotnie pełnił funkcję Książęcego Domu Handlowego, zaś obecnie mieszczą się w nim lokale mieszkalne oraz punkty handlowo-usługowe. 

## Historia

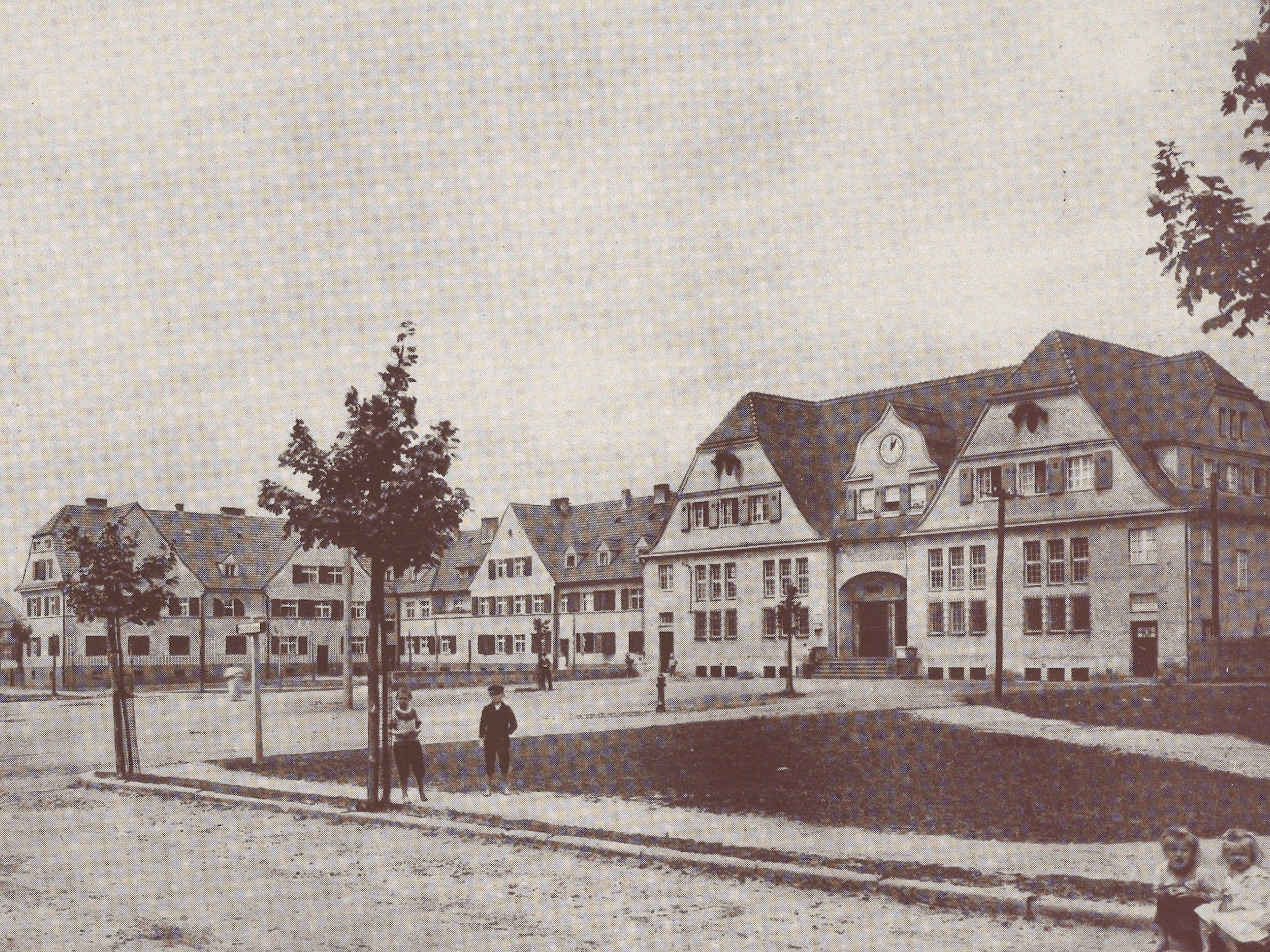
Plac Jana Kasprowicza w 1929 roku; po prawej stronie konsum

Konsum powstał w okresie największych inwestycji prowadzonych przez katowicką dyrekcję koncernu rodziny Hochbergów, trwający w latach 1905–1908. W tym czasie powstało nowe centrum urbanistyczne osiedla Murcki na bazie indywidualnych projektów zabudowy przy zachowaniu powtarzalności tworzących je brył. Książęcym inspektorem budowlanym i autorem większości projektów był Alfred Malpricht. Był on również architektem konsumu, który został oddany do użytku w 1906 roku (bądź w 1912 roku). Pierwotnie konsum pełnił funkcję Książęcego Domu Handlowego (niem. Fürstliches Kaufhaus). 
W budynku konsumu znajdowały się pierwotnie liczne magazyny, pomieszczenia biurowe, prażalnia kawy, chłodnia i mieszkania dla pracowników, zaś na zapleczu budynku suszarnia zboża, palarnia jęczmienia oraz wędzarnia. W późniejszych latach na zapleczu urządzono kaplice ewangelicką, a w latach międzywojennych powstała tam szkoła dla mniejszości niemieckiej. W 1936 roku konsum odwiedziła pisarka Maria Dąbrowska, a wizytę tę wspominała w Dziennikach 1914–1965.
W latach 1958–1968 roku w prawej części gmachu konsumu działał Klub Górniczy, a na piętrze znajdowała się siedziba małej orkiestry dętej. W 1999 roku budynek został poddany modernizacji.
Na początku stycznia 2018 roku zapowiedziano remont konserwatorski budynku. Wówczas to do Urzędu Miasta Katowice trafił wniosek wspólnoty mieszkaniowej o wydanie pozwolenia na przeprowadzenia prac na elewacji zabytku wraz z wymianą części okien, drzwi zewnętrznych, balustrad i okładzin schodów zewnętrznych. Zaplanowano wówczas także docieplenie lukarn i ścian od strony podwórza. W tym samym roku w budynku na parterze działał sklep wielobranżowy, zaś na piętrze lokale mieszkalne.
W dniu 27 sierpnia 2021 roku dawny konsum został wpisany do rejestru zabytków jako część zespołu zabudowy osiedla Murcki w Katowicach. Na początku lutego 2022 roku w systemie REGON działało 6 aktywnych przedsiębiorstw z siedzibą przy placu Jana Kasprowicza 4. Działał tu wówczas m.in. sklep sieci handlowej Lewiatan oraz pracownia architektoniczna, zaś w przyległym budynku przy ulicy Alojzego Wojtalewicza 2a restauracja „Murckowianka”.

## Charakterystyka

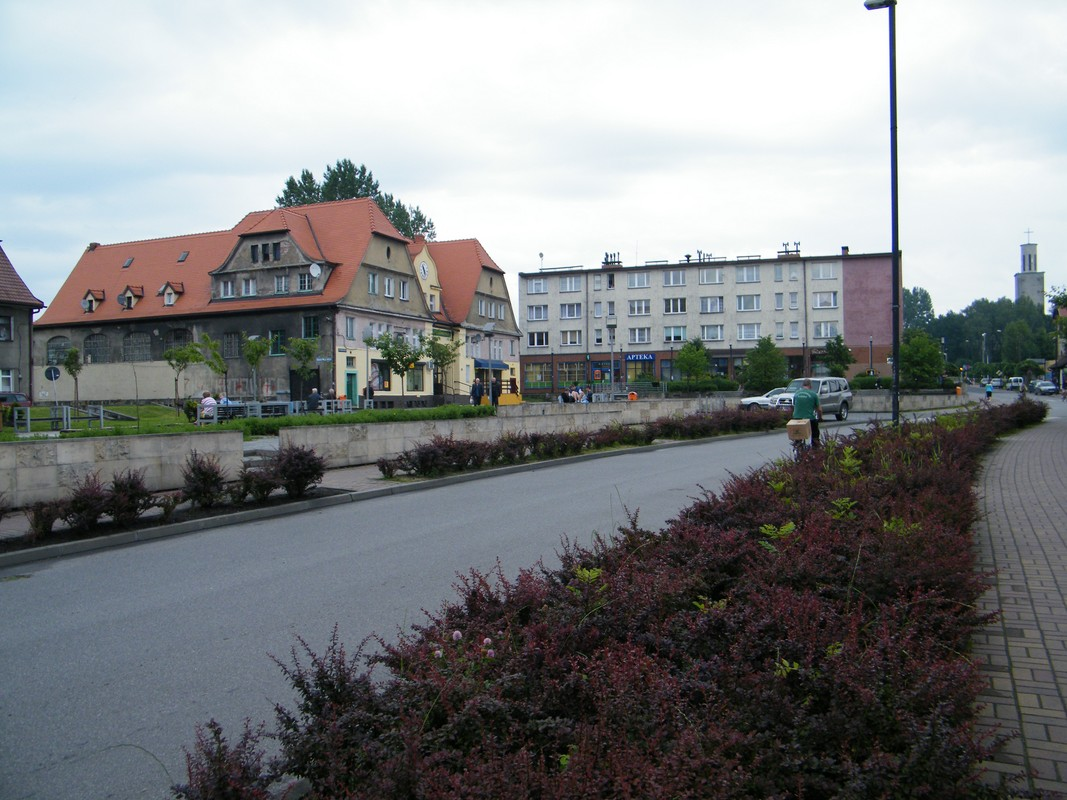
Budynek dawnego konsumu (po lewej stronie) w 2010 roku

Zabytkowy budynek konsumu położony jest przy placu Jana Kasprowicza 2 w Katowicach, na obszarze dzielnicy Murcki. Mieści się on w północno-wschodniej części placu. Stanowi on dominantę urbanistyczną zabytkowego osiedla patronackiego, będący jednocześnie zamknięciem widokowym reprezentacyjnej dla Murcek ulicy Wolności.
Jest to także jeden z najbardziej charakterystycznych budynków w Murckach. Styl architektoniczny konsumu, jak i pozostałych budynków powstałych na początku XX wieku w rejonie placu J. Kasprowicza i najbliższej okolicy można zaliczyć do wczesnego stylu modernistycznego z zachowaniem zasad charakterystycznych dla funkcjonalnych osiedli patronackich.
Murowany i otynkowany budynek konsumu został zaprojektowany na planie litery „C” z przybudówkami po stronie północnej, przykryty wysokim dachem dwuspadowym, częściowo naczółkowym, krytym dachówką. Posiada dwie kondygnacje nadziemne, dwie dodatkowe w wysokim dachu oraz podpiwniczenie. Powierzchnia zabudowy budynku wynosi 756 m². 
Fasada konsumu jest siedmioosiowa z dwoma wydatnymi, trójosiowymi ryzalitami zamkniętymi szczytami. Wejście główne do budynku znajduje się w czwartej osi, we wnęce zamkniętej łukiem koszowym, zaś przed wejściem znajdują się jednobiegowe schody. Nad wejściem, w części dachowej znajduje się mansarda ze szczytem o falistym wykroju, w którym umieszczony jest zegar. Dodatkowe, boczne wejścia do konsumu są w dwóch skrajnych osiach.
Elewacje boczne także posiadają po siedem osi. W części dachowej znajdują się mansardy kryte dwuspadowym dachem naczółkowym oraz po trzy niewielkie lukarny. Przybudówki są parterowe i kryte dachami dwuspadowymi. 
Budynek zachował swoją pierwotną bryłę oraz ogólny wygląd i wystrój elewacji, lecz okna, zwłaszcza na parterze zostały częściowo wymienione i przekształcone.
Konsum wpisany jest do rejestru zabytków jako część zespołu zabudowy osiedla Murcki pod numerem A/868/2021. Budynek wpisany jest także do gminnej ewidencji zabytków miasta Katowice.